# Равновеликая проекция

Карта мира в равновеликой проекции Мольвейде с нанесёнными эллипсами искажения

Равновеликая проекция — один из основных типов картографических проекций.
Не искажает площадей и сохраняет на всей карте единый масштаб площадей, благодаря чему площади фигур на карте пропорциональны площадям соответствующих фигур в реальности, но при этом сильны искажения углов и форм.
Используются при мелкомасштабных построениях. Если в ней изображена большая территория, то к краям карты искажения очертаний становятся существенными.

## Классификация
- Равновеликая коническая проекция Альберса (1805)
- Равновеликая эллиптическая псевдоцилиндрическая проекция IV Экерта
- Равновеликая псевдоцилиндрическая проекция VI Экерта с синусоидальными меридианами
- Равновеликая цилиндрическая проекция
- Равновеликая цилиндрическая проекция Галла
- Равновеликая азимутальная проекция Ламберта
- Равновеликая цилиндрическая проекция Ламберта